# Yoko Sakaue
Yoko Sakaue –en japonés, 坂上 洋子– (29 de agosto de 1968) es una deportista japonesa que compitió en judo.
Participó en los Juegos Olímpicos de Barcelona 1992, obteniendo una medalla de bronce en la categoría de +72 kg. Ganó tres medallas en el Campeonato Asiático de Judo en los años 1985 y 1988.

## Palmarés internacional
| Juegos Olímpicos    | Juegos Olímpicos   | Juegos Olímpicos  | Juegos Olímpicos |
| Año                 | Lugar              | Medalla           | Categoría        |
| ------------------- | ------------------ | ----------------- | ---------------- |
| 1992                | Barcelona (España) | Medalla de bronce | +72 kg           |
| Campeonato Asiático |                    |                   |                  |
| Año                 | Lugar              | Medalla           | Categoría        |
| 1985                | Tokio (Japón)      | Medalla de plata  | +72 kg           |
| 1985                | Tokio (Japón)      | Medalla de bronce | Abierta          |
| 1988                | Damasco (Siria)    | Medalla de bronce | Abierta          |